# Melodifestivalen 1982
Melodifestivalen 1982 var den 22:a upplagan av musiktävlingen Melodifestivalen och samtidigt Sveriges uttagning till Eurovision Song Contest 1982.
Finalen hölls på Lisebergshallen i Göteborg den 27 februari 1982, där melodin "Dag efter dag", framförd av gruppen Chips, vann, genom att ha fått högst totalpoäng hos jurygrupperna. För andra gången någonsin förlades festivalen till en annan stad än Stockholm, nämligen Göteborg (som senast fått stå värd år 1975). Efter att ha halverat bidragsmängden året innan och låtit programmet ingå i ett annat program ströks detta till det här året, och man gjorde om själva finalkvällen till en tvåomgångsfinal.
Dag efter dag fick representera Sverige i ESC 1982 som arrangerades i Harrogate i Storbritannien den 24 april 1982.

## Tävlingsupplägg[1]
Efter att ha halverat startfältet året innan beslöt SVT för att dubblera det igen, från fem till tio bidrag. Dock infördes det här året en annan typ av final, som innebar att man tävlade i två omgångar. Först framfördes de tio bidragen varpå jurygrupperna röstade vidare fem melodier till en andra omgång. Därefter fick dessa fem framföra sina bidrag igen och en ny omröstning påbörjades som avgjorde vinnarlåten. Av de som inte tog sig vidare placerades samtliga på delad sista plats (även om det det här året syntes vilka melodier jurygrupperna inte velat ha med).
Tävlingen öppnades på nytt för allmänheten att skicka in bidrag, men återigen skulle bidragen först skickas till ett musikförlag som gjorde en första gallring. Det har därför aldrig sagts hur många bidrag som egentligen skickades in, endast att SMFF (Musikförläggarna) skickade in 120 bidrag till Sveriges Televisions jury som slutligen utsåg de tio tävlande låtarna.
För andra gången sändes finalen från Göteborg (senast 1975) och själva tävlingen förlades till Lisebergshallen, vilket gjorde att man kunde ta in en mycket större publik än tidigare år. Cirka 1 500 personer satt i publiken på finalkvällen, vilket också blev den dittills största publikmängden under en Melodifestival.
Efter att Chips vunnit finalen fick Kikki Danielsson frågan av programledaren Fredrik Belfrage varför just de vann det här året, Danielsson svarade "Det var tack vare Björn Skifs. "Hur då?" frågade Belfrage. "Han var inte med!", svarade Danielsson.

### Återkommande artister
| Artist                      | Tidigare år (med placering) (Melodifestivalen)                                               | Tidigare år (med placering) (ESC) |
| --------------------------- | -------------------------------------------------------------------------------------------- | --------------------------------- |
| Ann-Louise Hanson           | 1963 (-, -), 1966 (4:a), 1967 (7:a, 10:a), 1969 (4:a), 19731 (4:a), 19741 (8:a), 19752 (6:a) | –                                 |
| Chips (fd. Sweets 'n Chips) | 19803 (4:a), 19814 (2:a)                                                                     | –                                 |
| Lena Ericsson               | 1974 (3:a)                                                                                   | –                                 |
| Liza Öhman                  | 1980 (3:a)                                                                                   | –                                 |

1 1973 och 1974 sjöng Ann-Louise Hanson som en del av gruppen Glenmarks.

2 1975 sjöng Glenmarks tillsammans med artisten Hadar.

3 1980 bestod Chips av Kikki Danielsson och Lasse Holm.

4 1981 bestod Sweets 'n Chips av Kikki Danielsson, Lasse Holm, Tania och Elisabeth Andreasson.

## Finalkvällen
Finalen av festivalen 1982 sändes i TV1 den 27 februari 1982 kl. 21.15-23.15 i direktsändning från Lisebergshallen i Göteborg. Programledare var Fredrik Belfrage och kapellmästare var Anders Berglund. Kören bestod av Karin Glenmark, Caj Högberg, Diana Nuñez och Lennart Sjöholm.
Det här året förändrades jurysystemet något. Istället för att ha elva städer som jurygrupper hade man istället nio jurygrupper som endast representerade olika åldrar mellan 15 och 60 år. Själva finalen gick till så att de tio bidragen framfördes och de nio jurygrupperna gav sedan poäng till de fem bidrag som de vill se i den andra omgången. Varje jurygrupp gav således 1 poäng till fem bidrag som de ville se igen. Denna omröstningen gjordes helt öppet. De fem bidrag som fått flest antal röster gick då vidare i tävlingen, medan resterande bidrag hamnade på delad sjätte plats (trots att de fått olika slutresultat).
Därefter nollställdes jurypoängen och de fem bidragen som gått vidare framfördes en gång till på scenen. Nu började den riktiga omröstningen. Jurygrupperna gav 8 poäng till sin favoritlåt, 6 poäng till sin tvåa, 4 poäng till sin trea, 2 poäng till sin fyra och 1 poäng till sin femma. Därmed fick alla fem bidrag minst en poäng av varje jurygrupp. Poängsystemet användes även i föregående års festival. Vinnaren blev det bidrag som fått högst totalpoäng av jurygrupperna.

### Startlista
Nedan listas bidragen i startordning i den första omgången.
| Nr | Artist                         | Låt                      | Upphovsmän (Text & musik)                                  |
| -- | ------------------------------ | ------------------------ | ---------------------------------------------------------- |
| 1  | Little Gerhard & Yvonne Olsson | Hand i hand med dig      | Börje Carlsson (t), Little Gerhard (m)                     |
| 2  | Lena Ericsson                  | Någonting har hänt       | Britt Lindeborg (t), Staffan Ehrling (m)                   |
| 3  | Chattanooga                    | Hallå hela pressen       | Mia Kempff (tm), Strix Q (m)                               |
| 4  | Charlie Hillson                | Då kommer min ängel      | Charlie Hillson (tm)                                       |
| 5  | Ann-Louise Hanson              | Kärleken lever           | Anders Glenmark (tm)                                       |
| 6  | Annika Rydell & Lasse Westmann | Här har du din morgondag | Kjell Isaksson (t), Inger Isaksson (t), Lasse Westmann (m) |
| 7  | Liza Öhman                     | Hey hi ho                | Björn Frisén (t), Martin Contra (m)                        |
| 8  | Shanes                         | Fender 62                | Kit Sundqvist (tm), Håkan Thanger (t)                      |
| 9  | Maria Wickman                  | Dags att börja om igen   | Hans Olsson (tm)                                           |
| 10 | Chips                          | Dag efter dag            | Monica Forsberg (t), Lasse Holm (m)                        |

### Poäng och placeringar

#### Första omgången
De bidrag som gick vidare till den andra omgången är markerade med beige bakgrundsfärg.
| Nr | Låt                      | 15-20 | 20-25 | 25-30 | 30-35 | 35-40 | 40-45 | 45-50 | 50-55 | 55-60 | Summa | Anmärk.    |
| -- | ------------------------ | ----- | ----- | ----- | ----- | ----- | ----- | ----- | ----- | ----- | ----- | ---------- |
| 1  | Hand i hand med dig      | -     | -     | -     | 1     | 1     | 1     | 1     | -     | -     | 4     | Utslagen   |
| 2  | Någonting har hänt       | 1     | 1     | 1     | -     | 1     | 1     | -     | 1     | -     | 6     | Till final |
| 3  | Hallå hela pressen       | 1     | -     | 1     | 1     | 1     | -     | -     | -     | -     | 4     | Till final |
| 4  | Då kommer min ängel      | 1     | -     | -     | -     | -     | -     | -     | -     | -     | 1     | Utslagen   |
| 5  | Kärleken lever           | -     | 1     | -     | 1     | -     | 1     | -     | 1     | -     | 4     | Till final |
| 6  | Här har du din morgondag | -     | -     | 1     | -     | -     | -     | 1     | 1     | 1     | 4     | Utslagen   |
| 7  | Hey hi ho                | 1     | 1     | 1     | 1     | 1     | -     | -     | -     | 1     | 6     | Till final |
| 8  | Fender 62                | -     | -     | -     | -     | -     | 1     | 1     | -     | 1     | 3     | Utslagen   |
| 9  | Dags att börja om igen   | -     | 1     | -     | -     | -     | -     | 1     | 1     | 1     | 4     | Utslagen   |
| 10 | Dag efter dag            | 1     | 1     | 1     | 1     | 1     | 1     | 1     | 1     | 1     | 9     | Till final |

#### Andra omgången
| Nr | Låt                | 15-20 | 20-25 | 25-30 | 30-35 | 35-40 | 40-45 | 45-50 | 50-55 | 55-60 | Summa | Plac. |
| -- | ------------------ | ----- | ----- | ----- | ----- | ----- | ----- | ----- | ----- | ----- | ----- | ----- |
| 2  | Någonting har hänt | 2     | 8     | 4     | 1     | 6     | 4     | 6     | 4     | 4     | 39    | 2     |
| 3  | Hallå hela pressen | 8     | 1     | 6     | 6     | 2     | 2     | 1     | 1     | 1     | 28    | 4     |
| 5  | Kärleken lever     | 1     | 2     | 1     | 2     | 1     | 6     | 4     | 6     | 2     | 25    | 5     |
| 7  | Hey hi ho          | 4     | 4     | 2     | 8     | 4     | 1     | 2     | 2     | 6     | 33    | 3     |
| 10 | Dag efter dag      | 6     | 6     | 8     | 4     | 8     | 8     | 8     | 8     | 8     | 64    | 1     |

## Eurovision Song Contest

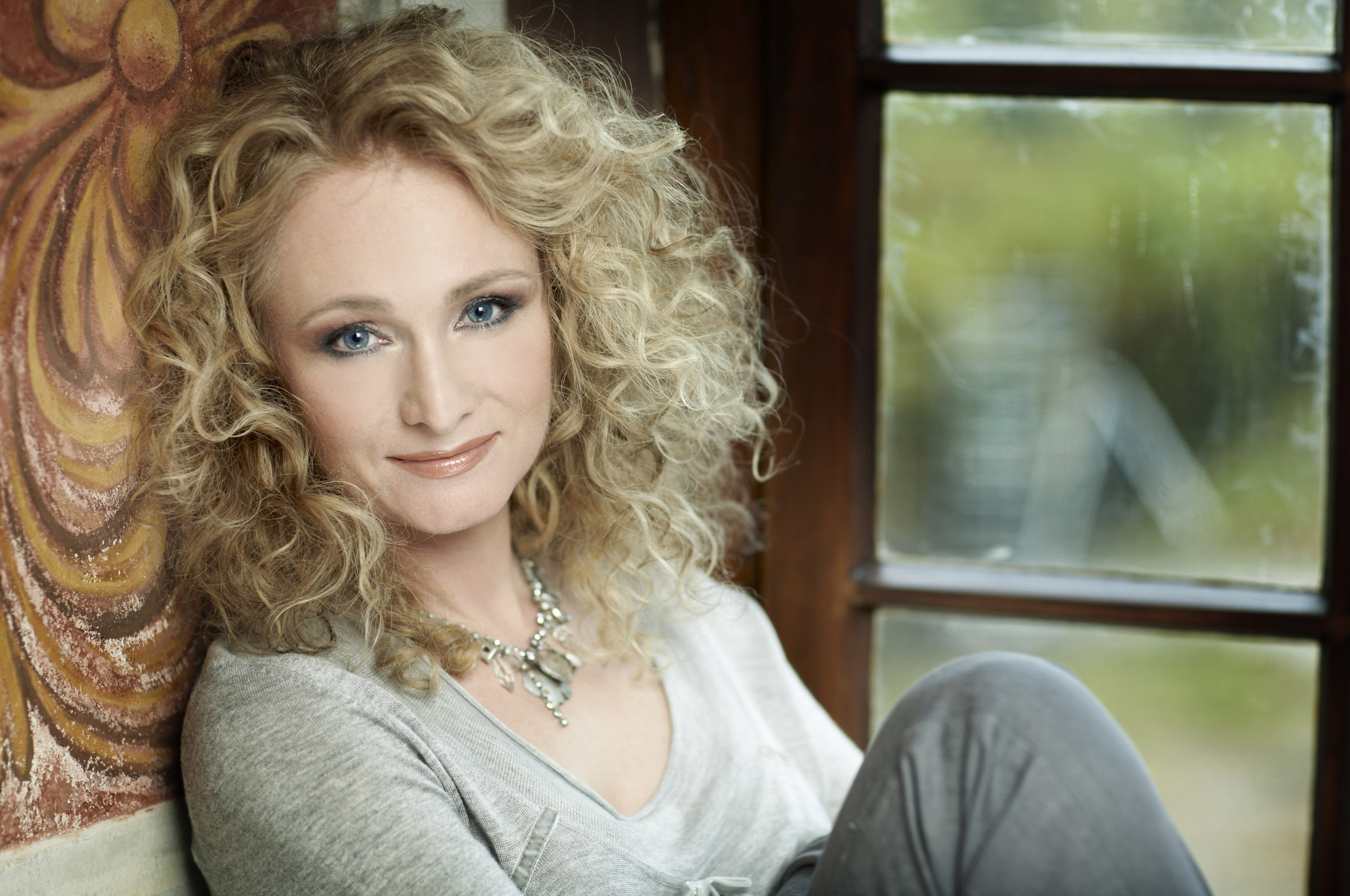
Nicole Seibert som tävlade och vann för Västtyskland det här året. Bilden är från 2007.

Storbritanniens seger året innan innebar att de fick stå värd för det här årets Eurovision Song Contest. Man sände tävlingen från Harrogate och finaldatumet sattes till den 24 april 1982. Arton länder deltog eftersom både Frankrike och Grekland drog sig ur av olika anledningar. Norges bidrag "Adieu" (framfört av Jahn Teigen & Anita Skorgan) blev anklagat för att ha varit datorgjort, vilket dock aldrig kunde bevisas.
Sverige tävlade som nummer nio (av arton länder) och slutade efter juryöverläggningarna på åttonde plats med 67 poäng. Västtyskland blev det här årets vinnare, då 17-åriga Nicole Seibert framförde "Ein bißchen Frieden" och därmed tog hem segern med totalt 161 poäng. Västtyskland hade tävlat sedan starten 1956, men fick sin första seger först nu. På andra plats slutade Israel med 100 poäng och trea blev Schweiz på 97 poäng. Allra sist blev Finland med noll poäng. Därmed blev det tredje gången sedan 1975 som ett land blev utan poäng i en final.